# Tomohiko Kira
Tomohiko Kira (吉良 知彦, Kira Tomohiko) est un auteur-compositeur-interprète japonais né le 6 décembre 1959 et mort le 3 juillet 2016. Il est surtout connu en tant que fondateur de Zabadak, groupe formé en 1986 avec Yōko Ueno. Il a également composé des musiques de films, de pièces de théâtre, et joué pour Yasunori Mitsuda sur bon nombre de ses morceaux. Il est marié avec Kōko Komine avec qui il travaille, et a un fils, Sotaro, qui chante sur certaines chansons de Zabadak.